# Episodi di Hand of God (prima stagione)
La prima stagione della serie televisiva Hand of God, composta da 10 episodi, è stata interamente resa disponibile negli Stati Uniti su Amazon Video il 4 settembre 2015.
In Italia la stagione è stata pubblicata su Amazon Video il 14 dicembre 2016.
| n° | Titolo originale          | Titolo italiano          | Pubblicazione USA | Pubblicazione Italia |
| -- | ------------------------- | ------------------------ | ----------------- | -------------------- |
| 1  | Pilot                     | Pilota                   | 28 agosto 2014    | 14 dicembre 2016     |
| 2  | Your Inside Voice         | La voce interiore        | 4 settembre 2015  | 14 dicembre 2016     |
| 3  | Contemplating the Body    | Contempla il corpo       | 4 settembre 2015  | 14 dicembre 2016     |
| 4  | He So Loved               | Amore incondizionato     | 4 settembre 2015  | 14 dicembre 2016     |
| 5  | Welcome the Stranger      | Accogli lo straniero     | 4 settembre 2015  | 14 dicembre 2016     |
| 6  | For the Rain to Gather    | Presagio di tempesta     | 4 settembre 2015  | 14 dicembre 2016     |
| 7  | A Bird in Hand            | La colomba bianca        | 4 settembre 2015  | 14 dicembre 2016     |
| 8  | One Saved Message         | Un messaggio salvato     | 4 settembre 2015  | 14 dicembre 2016     |
| 9  | A Flower That Bees Prefer | Il fiore amato dalle api | 4 settembre 2015  | 14 dicembre 2016     |
| 10 | The Tie That Binds        | Un legame vincolante     | 4 settembre 2015  | 14 dicembre 2016     |